# Juan de Vargas

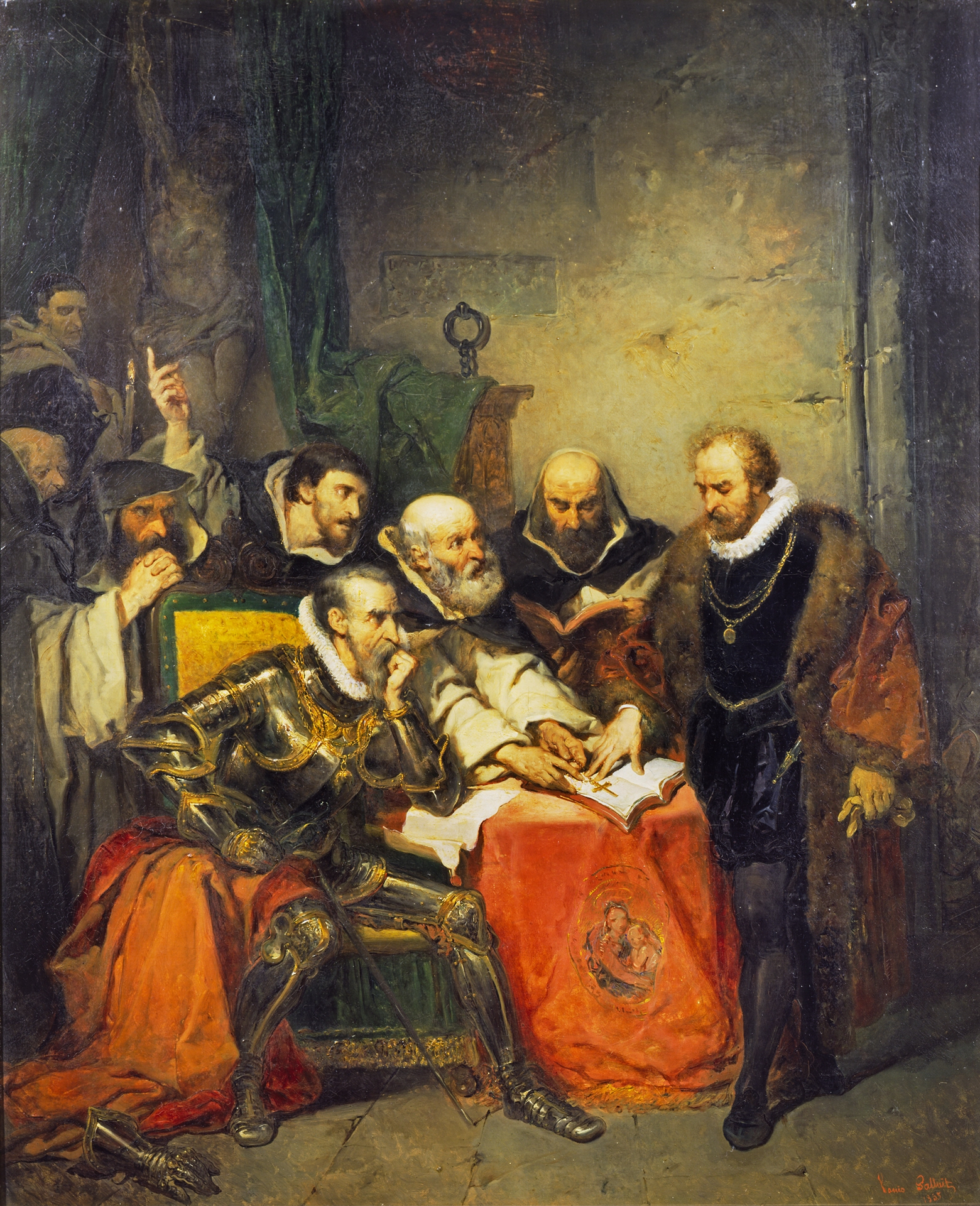
Le Serment de Vargas (Louis Gallait, 1835)

Juan de Vargas (Madrid, baptisé le 22 juillet 1517 - Estrémadure, vers 1575-1580) est un juge castillan au Conseil des troubles, surnommé le Conseil du sang, au début de la guerre de Quatre-Vingts Ans en 1567-1573.

## Biographie
Son père, Francisco de Vargas, appartenait à la haute noblesse de Castille et occupait une trentaine de charges sous l'empereur Charles Quint. Le plus jeune de ses cinq enfants, Juan de Vargas, partit étudier le droit à Salamanque. Après ses études, il épousa sa nièce, Inés de Vargas y Camargo, la fille de son frère Francisco. Il devint auditeur à la chancellerie de Valladolid. Il perdit ce poste après avoir été accusé de corruption. L'homme le plus puissant de la cour, le cardinal Diego de Espinosa, sauva sa peau en l'envoyant aux Pays-Bas espagnols avec le duc d'Albe. À l'étranger, Vargas était à l'abri des procès dans lesquels il était impliqué.
Le duc d'Albe engage nomme de Vargas le 6 septembre 1567 comme juge au sein du Conseil des troubles, un tribunal d'exception destiné à mener la répression. Il a participé avec Louis del Rio aux enquêtes sur Guillaume d'Orange, Henri de Nassau, Jean de Casembroot, Antoine van Stralen (nl) et d'autres personnalités. Les plus notoires des grands procès de 1568 auxquels de Vargas, del Río et del Rio participèrent furent ceux contre les comtes d'Egmont et de Horne, qui aboutirent à leur décapitation.
Dans le Conseil des troubles, Vargas a principalement travaillé avec Louis del Rio et Jerónimo de Roda. De Vargas et Del Rio étaient les seuls avec del Rio à avoir un droit de vote. Quand de Roda rejoignit le Conseil des troubles, il obtint lui aussi ce droit. Del Rio, plus compétent et polyglotte occupait un échelon plus élevé dans la hiérarchie, mais le colérique Vargas, qui était le favori du duc d'Albe, a pris l'ascendant au sein du Conseil. 
Dans l'ombre du duc d'Albe, Vargas est devenu une figure de proue détestée de la répression. Il était traité de cruel et dépravé, ainsi que de ongeleerd en bloetgierig (ignorant et avide de sang). Il ne parlait que l'espagnol et le latin, et ce dernier encore mal. Sa déclaration typique aurait été non curamos vestros privilegios (nous ne nous soucions pas de vos privilèges). Cependant, cette citation de l'Apologie de Guillaume d'Orange ne semble pas être tout à fait au-dessus de tout soupçon. Vargas méprisait les habitants. Il n'était soumis qu'au duc d'Albe, qui le récompensait généreusement. Ce dernier faisait également des efforts pour arrêter les procès contre Vargas en Espagne, mais sans résultats.
En 1570 et 1572, Vargas demanda la permission de retourner en Espagne, mais le duc d'Albe ne le lui permit pas. Fin 1573, le duc fut rappelé en Espagne et Vargas le suivit une quinzaine de jours plus tard. À sa surprise, ses méfaits de six ans plus tôt n'étaient pas oubliés : il fut arrêté à l'approche de Madrid et détenu dans la ville universitaire de Alcalá de Henares. Pendant des mois, il demanda une audience, mais le roi Philippe II l'ignora complètement et même le duc d'Albe qui était tombé en disgrâce ne put plus l'aider. En août 1574, Vargas partit pour la lointaine Estrémadure, où toute trace de lui disparut.